# Xã Northfield, Quận Cook, Illinois
Xã Northfield (tiếng Anh: Northfield Township) là một xã thuộc quận Cook, tiểu bang Illinois, Hoa Kỳ. Năm 2010, dân số của xã này là 85.102 người.